# Techstep
Techstep ist eine Subform des Musikstils Drum and Bass. Er wird geprägt durch „technoide“, abstrakte und oft auch „irre“ Klänge. Das Klangbild ist dunkel und stark geprägt von Industrial und Techno. Die verwendeten Samples sind in aller Regel intensiv mit Effekten bearbeitet und oft auch stark verzerrt.
Bahnbrechend für diesen Stil sind die auf No U Turn Records erschienenen Produktionen von Nico.

## Stiltypische Stücke
- Jonny L: Piper
- Trace & Nico: Amtrak
- Ed Rush, Optical & Fierce: Alien Girl
- Silent Witness: Ringside

## Wichtige Vertreter
- Ed Rush
- Noisia
- Phace
- Bad Company UK
- Calyx
- Teebee
- Dillinja
- Katharsys
- Fierce
- Trace
- Grooverider
- Photek
- Makai
- Nico